# 無形的靈魂
《無形的靈魂》（無形スピリット）為日本歌手柴咲幸22nd單曲（RUI、KOH+包含計算）。於2011年2月9日發行。

## 概要
- 初回限定盤附有DVD。
- 標題曲〈無形的靈魂〉於當年1月26日先行配信ITunes的搖滾榜中獲得第一名[1]。對於這首歌柴咲幸表示「在現場演奏時會是一首開心的曲子。」[1]。在封面柴咲幸則以貓耳的姿態來呈現。

## 發行版本
- CD ONLY
- CD+DVD 【初回限定版】

## 曲目
全作詞：柴咲幸、作曲：DECO*27
1. 無形的靈魂（無形スピリット） [4:00]
編曲：足土貴英（sacra）・熊原正幸
TBS電視台連續劇《LADY〜最後的犯罪檔案〜》主題曲
2. GENOMICHRONICLE（ゲノミクロニクル） [3:11]
編曲：Tomishiro
3. 無形的靈魂-Mugen Loop Remix [6:39]
Remixed & Additional Production by TeddyLoid
4. 無形的靈魂 -instumental-

### 初回限定盤DVD
- 無形的靈魂 -MUSIC VIDEO-

## 外部連結
- 柴咲幸環球音樂日本官網 （页面存档备份，存于）